# Sensore stellare

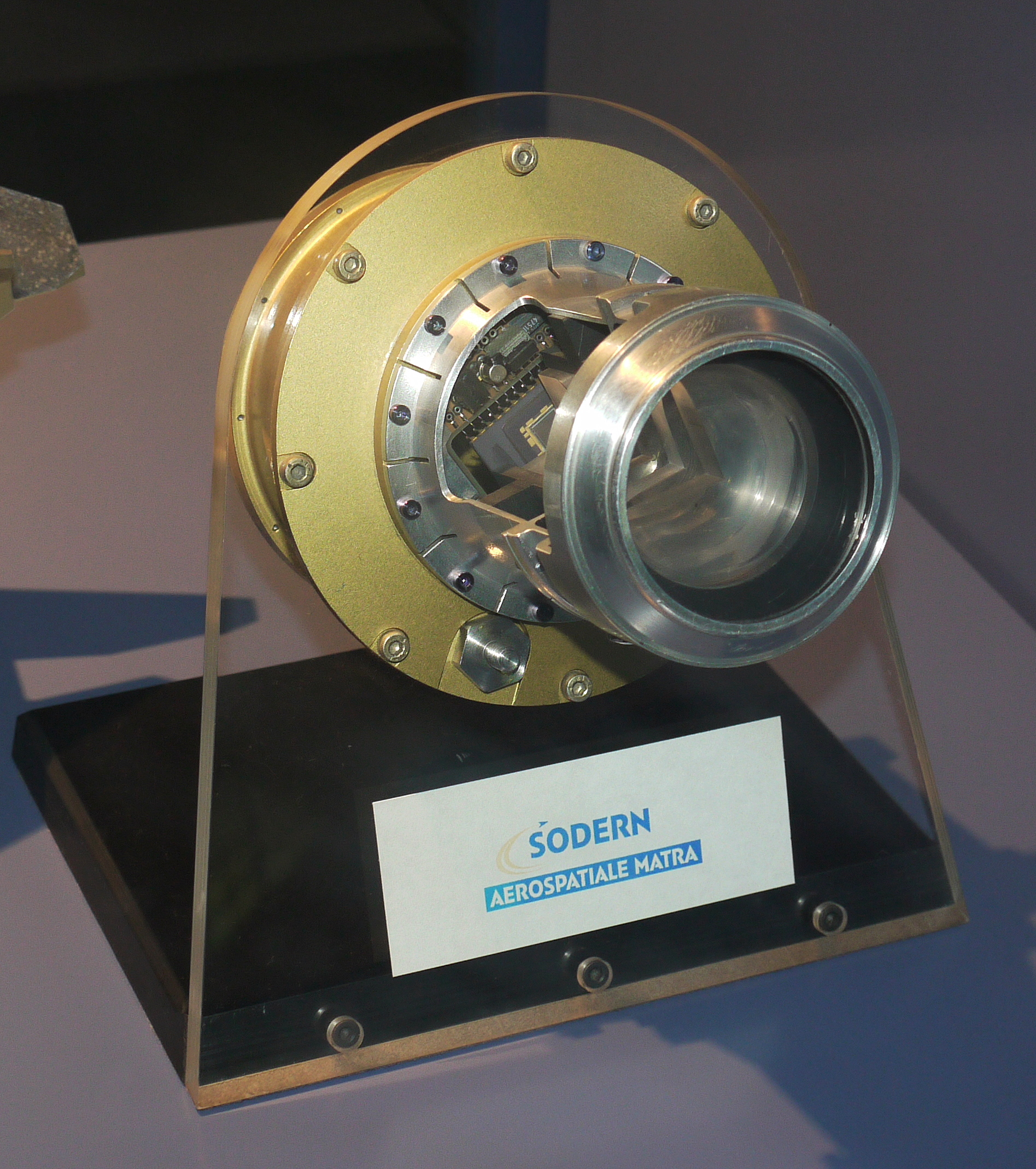
Elemento ottico di un sensore stellare utilizzato a bordo del telescopio spaziale russo Granat.

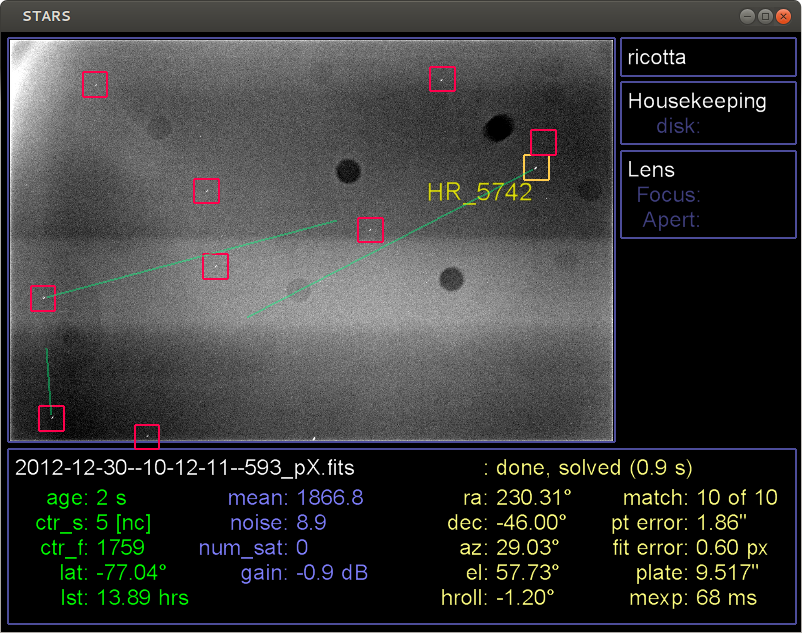
Schermata del software STARS per la rilevazione dell'assetto in real time di EBEX 2012, esperimento cosmologico trasportato a bordo di un pallone sonda lanciato dall'Antartide il 29 dicembre 2012.

Un sensore stellare è un dispositivo ottico utilizzato a bordo dei satelliti artificiali che rileva la posizione delle stelle attraverso fotocellule o apparecchiature fotografiche. Poiché la posizione di molte stelle è stata misurata con un elevato livello di precisione, il sensore a bordo del satellite può essere utilizzato per determinarne l'orientazione (o assetto) rispetto ad esse. A tal fine, il sensore acquisisce un'immagine del campo stellare osservabile dal satellite, rileva la magnitudine apparente e la posizione delle stelle nel sistema di riferimento del satellite ed identifica gli oggetti principali, in modo da confrontarne la posizione con quella assoluta, registrata in archivio.
I sensori stellari costituivano importanti elementi del sistema di controllo d'assetto dei primi missili balistici a lungo raggio, quando il sistema di navigazione inerziale (INS) non aveva ancora raggiunto l'accuratezza necessaria per regolare l'assetto del missile durante tutta una traiettoria intercontinentale. La scelta della stella pilota poteva dipendere dall'orario di lancio, dalla rotazione della Terra e dalla posizione dell'obiettivo. Generalmente, era necessario utilizzare stelle pilota diverse nel corso della traiettoria. Se l'assetto del satellite era misurato attraverso soli sensori stellari, il satellite veniva dotato di registrazioni (tipicamente su nastro magnetico) con la posizione attesa della stella pilota al variare del giorno. Al momento del lancio, il nastro veniva portato al punto corrispondente all'orario di lancio e, nel corso della traiettoria, comandava approssimativamente un telescopio che avrebbe puntato - in tal modo - alla stella pilota. In corrispondenza del fuoco del telescopio era posizionata una fotocellula e una sorta di otturatore (tipicamente un disco rotante detto chopper). Ostruendo periodicamente la stella, l'otturatore determinava che la fotocellula generasse una corrente alternata. Il segnale guida, da cui derivava poi la correzione dell'assetto, veniva prodotto dal confronto fra la fase della lettura della fotocellula con la registrazione sul nastro. Il sistema poteva essere ulteriormente migliorato integrando la lettura con i dati dell'INS. Sistemi di guida che associano il sensore stellare alla piattaforma inerziale sono stati abbastanza comuni dagli anni cinquanta fino agli anni ottanta e, in alcuni casi, sono ancora in uso.
Sono disponibili numerosi modelli di sensori stellari, così come possono essere vari i malfunzionamenti cui possono andare incontro. In particolare, i sensori più sensibili possono essere "confusi" da riflessi della luce solare sulle superfici del satellite o sonda spaziale oppure dalle emissioni luminose del pennacchio espulso dal motore. Anche sorgenti ottiche impreviste, come pianeti, comete, supernove, satelliti vicini, finanche ad alcune città sulla superficie terrestre, possono indurre in errore il software di identificazione. Inoltre, possono anche formarsi depositi sulla lente o sull'apertura dello strumento che ne impediscono il funzionamento. Infine, il sensore può andare incontro ad errori dovuti a difetti nel funzionamento (errata frequenza di campionamento, spaziale o temporale).
Per la navigazione sono comunemente utilizzate 57 stelle molto luminose. Missioni complesse possono però richiedere cataloghi con un numero molto superiore di stelle, anche di alcune migliaia. Generalmente, questi cataloghi sono ottenuti dai cataloghi stellari utilizzati per le osservazioni astronomiche, avendo cura di rimuovere quegli oggetti problematici, come le stelle variabili, o di cui si hanno informazioni parziali.